# Muellerella naporostowa
Muellerella naporostowa (Muellerella lichenicola (Sommerf.) D. Hawksw.) – gatunek grzybów należący do rodziny brodawnicowatych (Verrucariaceae). Grzyb naporostowy.

## Systematyka i nazewnictwo
Pozycja w klasyfikacji według Index Fungorum: Verrucariaceae, Verrucariales, Chaetothyriomycetidae, Eurotiomycetes, Pezizomycotina, Ascomycota, Fungi.
Po raz pierwszy takson ten zdiagnozował w 1826 r. Søren Christian Sommerfelt nadając mu nazwę Sphaeria lichenicola. Obecną, uznaną przez Index Fungorum nazwę nadał mu w 1979 r. David Leslie Hawksworth, przenosząc go do rodzaju Muellerella.
Ma 12 synonimów. Niektóre z nich:
- Delphinella cookei (Linds.) E. Müll. 1962
- Tichothecium lichenicola (Sommerf.) R. Sant. 1960[3].

Nazwa polska według W. Fałtynowicza.

## Morfologia
Anamorfa
Tworzy pyknidia o średnicy około 50 µm, zanurzone w ciele żywiciela z lekko wysuniętym ostiolum,. Mają ciemnobrązową ścianę złożoną z kanciastych komórek przedzielonych małymi izodiametrycznymi komórkami leżącymi pod komórkami konidiotwórczymi. Komórki konidiotwórcze 4–5,5 x około 3 µm, o kształcie od stożkowatego do lancetowatego, część wierzchołkowa nieco zwężona z niepozornym zgrubieniem, kołnierzyki niewidoczne. Konidia 3–3,5 × 1–1,5 µm, pałeczkowate do elipsoidalnych, szkliste, cienkościenne, bez galaretowatej osłonki.
Teleomorfa
Tworzy czarne, kuliste perytecja o średnicy 80–130 µm z wyrażnie brodawkowatym ostiolum. Zewnętrzna warstwa składa się z ciemnobrązowych, grubościennych komórek izodiametrycznych o średnicy 5–10 µm. Ostiole wyścielone szklistymi peryfizami o długości około 15 µm. Worki 63–70 × 20–26 µm, elipsoidalne do maczugowatych, siedzące, z zaokrąglonym wierzchołkiem, grubościenne, zawierające od 64 do około 100 zarodników. Askospory 5,5–6,5 (–7) x 3–3,5 µm 5–6 × 2,5–3 µm, elipsoidalne do jajowato-elipsoidalnych, z pojedynczą środkową, niezwężoną przegrodą, ciemnobrązowe, dość grubościenne, gładkie, bez peryspory lub galaretowatej osłonki.

## Występowanie i siedlisko
Gatunek szeroko rozprzestrzeniony, najliczniej występuje na półkuli północnej, ale notowany jest na wszystkich kontynentach z wyjątkiem Antarktydy i Australii. W Polsce do 2009 r. podano 6 stanowisk.
Rozwija się na plechach lub owocnikach porostów. W Polsce notowany na Biatora, Lecanora intricata, Porpidia macrocarpa, Porpidia tuberculosa, Rhizocarpon geographicum, Rhizocarpon polycarpum, Caloplaca flavovirescens, Protoblastenia rupestris.